# Bispira fabricii
Bispira fabricii är en ringmaskart som först beskrevs av Henrik Nikolai Krøyer 1856. Enligt Catalogue of Life ingår Bispira fabricii i släktet Bispira och familjen Sabellidae, men enligt Dyntaxa är tillhörigheten istället släktet Bispira och familjen Sabellariidae. Arten är reproducerande i Sverige. Inga underarter finns listade i Catalogue of Life.